# 바닐라 에어의 운항 노선
바닐라 에어는 다음의 노선을 운항하였으며 10월 26일, 피치 항공과 인수/합병에 따라 모든 노선을 중단, 피치 항공에 이관하였다.

## 과거 운항 노선
- 대한민국
  - 서울 - 인천국제공항
- 베트남
  - 호치민 시 - 떤선녓 국제공항
- 일본
  - 도쿄 - 나리타 국제공항 허브
  - 삿포로 - 신치토세 공항
  - 아마미 - 아마미 공항
  - 오사카 - 간사이 국제공항
  - 오키나와 - 나하 공항
  - 이시가키 - 신이시가키 공항
  - 하코다테 - 하코다테 공항
  - 후쿠오카 - 후쿠오카 공항
- 중화민국
  - 타이베이 - 타이완 타오위안 국제공항
  - 가오슝 - 가오슝 국제공항
- 필리핀
  - 세부 - 막탄 세부 국제공항
- 홍콩
  - 홍콩 - 홍콩 첵랍콕 국제공항